# Caliridinae
Sous-famille
Les Caliridinae sont une sous-famille d'insectes de l'ordre des Mantodea et de la famille des Tarachodidae.

## Genres
Caliris - Deromantis - Gildella - Hebardia - Hebardiella - Leptomantella